# 武戯 〜BUGI〜
『武戯 〜BUGI〜』（ぶぎ）は、コナミが1998年11月19日にリリースしたプレイステーション用3D型対戦型格闘ゲーム。欧米では『拳聖 KENSEI -SACRED FIST-』として発売された。

## ストーリー
一つの巨悪が暗躍している都市、香港。
最近国際警察の動きが活発になってきたのを機に格闘家を集め、暗殺するよう命じた。
ある日麻薬Gメンの一人を抹殺し、余裕をこくが、彼らは知らない。運命に導かれた者たちがいることを。

## システム
キャッチ
いわゆる投げ技を繰り出す。
ディフェンスボタン
本作の目玉となるシステム。ガードなのだが、相手の攻撃に合わせて押すと相手の攻撃を避けたり受け溜めたりする。

## 登場キャラクター
三軍司 雄吾（さんぐうじ ゆうご）（声：大倉正章）
本作の主人公。空手を使う。両親の修行方法意見の対立により双子の兄と戦わざるを得なくなってしまったため、自分の力量を試す旅に出る。
月影 風音（つきかげ かざね）（声：島津冴子）
鴻 玉梨（フォン・ユゥリイ）（声：渡辺久美子）
ダグラス・アンダーソン
アレン
アン・グリフィス
月影 氷真（つきかげ ひょうま）（声：島香裕）
セッシュウ・カノウ（声：石井康嗣）
ハインツ・シュトライト
デビッド・ヒューマン
椿 紗夜（つばき さや）（声：渕崎ゆり子）
椿 隗夜（声：前田昌明）